# Уилбур хочет покончить с собой
«Уилбур хочет покончить с собой», или «Уилбур хочет убить себя» (англ. Wilbur Wants to Kill Himself) — художественный фильм, снятый в 2002 году датским режиссёром Лоне Шерфиг по собственному сценарию; мелодрама с элементами чёрной комедии, «суицидальная комедия». Совместное производство Дании и Великобритании.

## Сюжет
Уилбур, главный герой фильма, живёт в Глазго. Ему от двадцати до тридцати, но по своему мировоззрению он больше напоминает подростка. Его жизнь состоит из череды попыток самоубийства — и лишь случай да его старший брат Харбор не дают этим попыткам осуществиться. Всё начинает меняться, когда Харбор женится на Элис. Уилбор влюбляется в неё и начинает дружить с её дочкой Мэри. Окончательно история попыток Уилбура убить себя заканчивается, когда он спасает из ледяной реки девушку, пытавшуюся утопиться. Когда же у Харбора обнаружили смертельную болезнь, на Уилбура ложится ответственность и за Элис, и за Мэри…

## В ролях
| Актёр           | Роль   |
| --------------- | ------ |
| Джейми Сивес    | Уилбур |
| Эдриан Роулинс  | Харбор |
| Ширли Хендерсон | Элис   |
| Лиза МакКинли   | Мэри   |
| Мадс Миккельсен | Хорст  |
| Джулия Дэвис    | Мойра  |
| Сьюзан Видлер   | Софи   |
| Корал Престон   | Дженни |

Мадс Миккельсен стал единственным датским актёром в этом фильме.

## Награды
На различных кинофестивалях и киносмотрах фильм получил 11 наград (общее число номинаций — 20).